# Marinus Willet
Polkovnik Marinus Willett (31. julij 1740 – 22. avgust 1830) je bil ameriški vojaški častnik, politik in trgovec, ki je bil župan New Yorka od leta 1807 do 1808. Willett je najbolj znan po svojih dejanjih med ameriško revolucijo, kjer je služil kot pomemben vodja patriotov v kolonialnem New Yorku, preden se je vpisal v kontinentalno vojsko in sodeloval v številnih kampanjah v ameriški revolucionarni vojni po vsem severozahodnem ozemlju.
Willett, rojen na Jamajki, Queens, je opravil vajeništvo za mizarja, preden se je po izbruhu francosko-indijanske vojne leta 1754 pridružil newyorški milici, kjer je sodeloval v kampanji v Ticonderogi in [britanski osvojitvi Fort Frontenaca leta 1758, preden je zbolel in bil premeščen v Fort Stanwix, da bi si opomogel. Po koncu spopadov leta 1763 se je leta 1772 vpisal na Columbia College (takrat King's College) v New Yorku in diplomiral leta 1776.
Willett, pomemben član Sinov svobode, se je leta 1775 vpisal v 1. newyorški polk in sodeloval v neuspeli invaziji na Quebec, preden se je leta 1776 premestil v 3. newyorški polk. Willett se je boril v Monmouthu in nato sodeloval v Sullivanovi ekspediciji leta 1778. Leta 1780 je bil povišan v polkovnika 5. newyorškega polka, leta 1781 pa v milico okrožja Tryon, kjer se je pred koncem vojne leta 1783 boril v bitki pri Johnstownu.
Po spopadu se je Willett vrnil v New York, kjer je delal kot trgovec in se pridružil stranki proti federalizmu; decembra 1783 je bil izvoljen v skupščino zvezne države New York. Poleg tega, da je občasno opravljal funkcijo šerifa okrožja New York, je Willett eno leto opravljal tudi funkcijo župana mesta New York. 22. avgusta 1830 je Willett umrl in bil pokopan na pokopališču cerkve Trinity Church (Manhattan). Mesto Willet, New York je poimenovano v njegovo čast.